# New Orleans (település)
New Orleans (franciául: La Nouvelle-Orléans) Louisiana állam legnagyobb városa az Egyesült Államokban. A város lakossága a 2009-es népszámlálási adatok szerint 343 829 fő. Maga a város francia eredetű, ezért egy viszonylag nagy kiterjedésű francia negyed található itt. Nevezetes a zenéjéről (a jazz őshazájának is szokták emlegetni), kultúrájáról, valamint a fesztiváljairól is.

## Története
La Nouvelle-Orléans (New Orleans) városát a francia Compagnie du Mississippi alapította a csitimacsa indiánok által lakott területen, s építését Jean-Baptiste Le Moyne de Bienville irányította. Az 1763-ban megkötött Párizsi egyezmény alapján a spanyolok birtokába került, és spanyol fennhatóság alatt volt egészen 1801-ig, amikor is a város ismét francia kézbe került. A leginkább eredeti formában fennmaradt terület a Vieux Carré (francia negyed). 1803-ban a Louisiana Purchase értelmében Napóleon eladta a területet a fiatal Egyesült Államoknak. A város gyors fejlődésnek indult amerikai, francia és kreol-francia hatás alatt.
A legfontosabb haszonnövény a cukornád, gyapot, amelyet a város határain kívül ültettek, és aminek hagyományai visszatekintenek a rabszolgatartó ültetvényesek időszakára.
Az 1804-es Haiti forradalom idején haiti menekültek érkeztek a városba, és gyakran hozták magukkal rabszolgáikat. Claiborne kormányzó és más hivatalos elöljárók szerették volna a további színes bőrű lakosságot kívül rekeszteni a város területén, de a francia kreolok szívesen fogadták őket, és így nőtt a francia anyanyelvűek tábora. A haiti menekültek 90%-a telepedett le New Orleans városában. Az 1809-ben érkező emigránsok között 2731 fehér, 3102 felszabadított afroamerikai leszármazott és 3226 rabszolga menekült, mintegy megduplázta a francia ajkúak számát. Crescent City lakosságának 63%-a fekete volt.
1812-ben az angolok sereget küldtek New Orleans elfoglalására, az amerikaiak azonban döntő vereséget mértek a britekre. 1815. január 8-án a New Orleans-i csatában Edward Pakenham generális is életét vesztette.
Mivel New Orleans fontos kikötő volt, az antebellum idején a rabszolga-kereskedelem legfőbb központjává vált. Hatalmas mennyiségű áru érkezett ide a világ minden tájáról, s megindultak a Mississippi folyón észak felé. A Mississippi megtelt vitorlásokkal, gőzhajókkal, uszályokkal, vontatókkal. Ebben az időben alakult ki egy színes bőrű közösség, gyakran a középosztályból, akik iskolázottak voltak, s saját földbirtokkal rendelkeztek.
A város lakossága az 1830-as és 1840-es évek között duplájára nőtt, és New Orleans a nemzet leggazdagabb és a harmadik legnépesebb városa lett. Az országba behozott kb. egymillió rabszolga kétharmada ide érkezett, a „Mély-Dél”-re. A rabszolgák értéke fél milliárd dollár értéket képviselt.
2005-ben a városban nagyon komoly pusztítást okozott és sok halálos áldozatot követelt a Katrina hurrikán.

## A város szülöttei
- Phil Anselmo
- Louis Armstrong
- Joseph Lawton Collins
- Mahalia Jackson
- John Larroquette
- Eli Manning
- Peyton Manning
- Paul Morphy
- Pauley Perrette
- Anne Rice
- Nick LaRocca
- Kenneth Lane Thompson
- Carl Weathers
- Reese Witherspoon
- Truman Capote
- Alphonse Picou (1878–1961) dzsesszzenész
- Lil Wayne

## Testvérvárosok
- Caracas,  Venezuela
- Durban,  Dél-afrikai Köztársaság
- Innsbruck,  Ausztria
- Juan-les-Pins,  Franciaország
- Maracaibo,  Venezuela
- Macue,  Japán
- Mérida,  Mexikó
- Pointe-Noire,  Kongói Köztársaság
- San Miguel de Tucumán,  Argentína
- Tegucigalpa,  Honduras
- Zonguldak,  Törökország